# Dia do Canadá
O Dia do Canadá (em inglês: Canada Day, em francês: Fête du Canada) é o dia nacional do Canadá. É um feriado estatutário federal, que comemora o dia 1 de julho de 1867, e a promulgação do Ato constitucional de 1867 (então chamada de Ato da América do Norte Britânica), que uniu as três províncias coloniais: Canadá, Nova Escócia e Novo Brunswick, em um único domínio dentro do Império Britânico chamado de Canadá. Originalmente chamado de Dia do Domínio (francês: Le Jour de la Confédération), o feriado foi renomeado em 1982, ano em que a Lei do Canadá foi aprovada. As celebrações do dia do Canadá ocorrem em todo o país, bem como em vários locais ao redor do mundo, atendidos por canadenses que vivem no exterior.

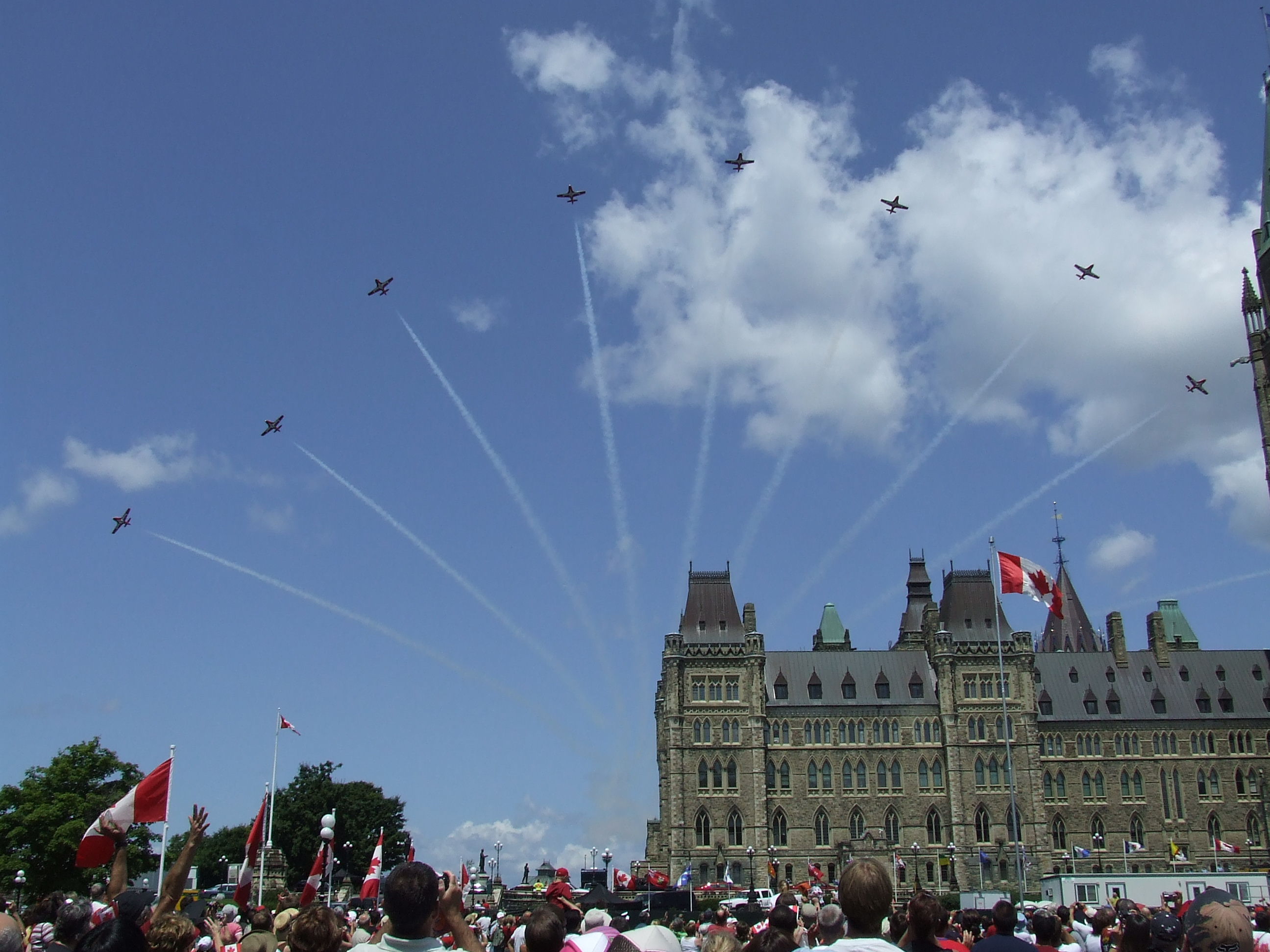
Os Snowbirds nas celebrações do Dia do Canadá em Ottawa, 2008

## Comemoração
Embora o Canadá já existisse antes de 1867, dentro dos impérios francês e britânico, o Dia do Canadá é frequentemente referido como "aniversário do Canadá", particularmente na imprensa popular. No entanto este é um nome incorreto, pois o Dia do Canadá é o aniversário de apenas um importante marco nacional no caminho para a independência total do país, ou seja, a união em 1 de julho de 1867 das colônias de Nova Escócia, Novo Brunswick e do Canadá em uma federação britânica mais ampla de quatro províncias (a colônia do Canadá sendo dividida nas províncias de Ontário e Quebec após a confederação). O Canadá tornou-se um "reino por direito próprio" dentro do Império Britânico, chamado de Domínio do Canadá. Apesar de na época ainda ser uma colônia britânica, o Canadá ganhou um maior nível de controle político e governança em relação aos seus próprios assuntos, embora o parlamento britânico e o gabinete ainda mantivessem um controle político sobre certas áreas, como assuntos estrangeiros, defesa nacional e mudanças constitucionais. O Canadá gradualmente ganhou crescente independência ao longo dos anos, notadamente com a aprovação do Estatuto de Westminster em 1931, até finalmente se tornar completamente independente com a aprovação da Lei de Constituição de 1982, que serviu para patrocinar plenamente a constituição canadense.
De acordo com a lei, o Dia do Canadá é comemorado em 1 de julho, a menos que essa data caia em um domingo, casos em que 2 de julho é o feriado legal. Os eventos comemorativos geralmente continuarão a ocorrer no dia 1 de julho, embora não seja o feriado legalmente. Caso caia em um sábado, qualquer empresa normalmente fechada naquele dia geralmente irá dedicar a próxima segunda-feira (3 de julho) como um dia de folga.

## Atividades
A maioria das comunidades em todo o país acolhe celebrações organizadas para o Dia do Canadá, tipicamente eventos públicos ao ar livre, como desfiles, carnavais, festivais, churrascos, shows aéreos e marítimos, fogos de artifício e concertos musicais gratuitos, bem como cerimônias de cidadania. Não existe um modo padrão de celebração para o Dia do Canadá, Jennifer Welsh, professora de Relações Internacionais da Universidade de Oxford, disse sobre isso: "O Dia do Canadá, como o país, é infinitamente descentralizado, não parece haver uma receita central para como celebrá-la na natureza da federação". No entanto, o lugar oficial das celebrações é a capital nacional, Ottawa, na província de Ontário, onde grandes shows e exibições culturais são realizadas no parlamento, com o governador-geral e o primeiro-ministro tipicamente oficiantes da cerimônia, embora o monarca ou outro membro da família real também possa assistir ou tomar o lugar do governador geral quando necessário. Pequenos eventos são montados em outros parques ao redor da cidade e em Gatineau no Quebec.

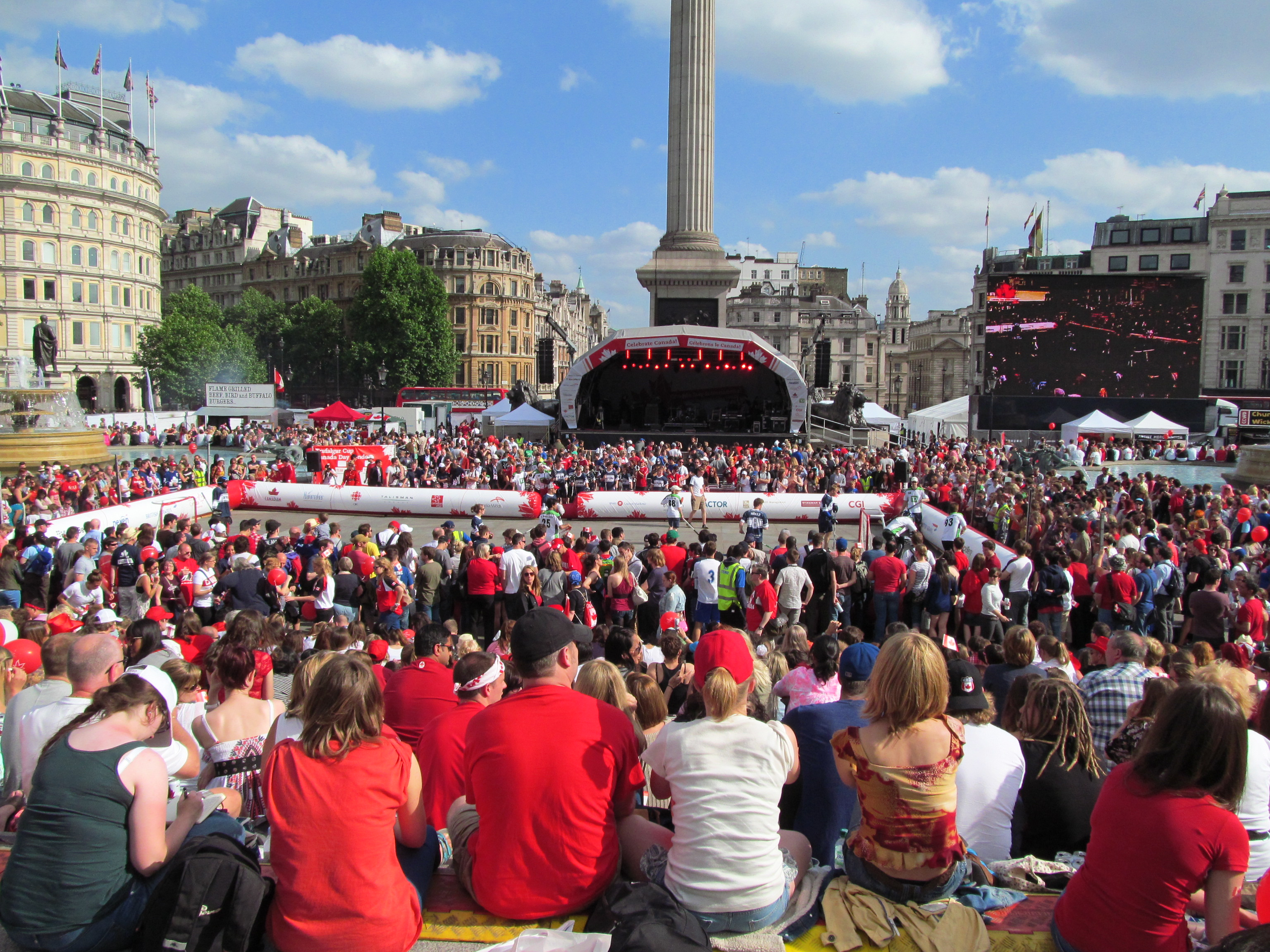
Comemorações do dia do Canadá em Londres, 2013.

Dado o caráter federal do aniversário, celebrar o Dia do Canadá pode ser uma causa de fricção na província de Quebec, onde o feriado é ofuscado pelo feriado nacional de Quebec, no dia 24 de junho. A natureza do evento também foi encontrada com críticas fora de Quebec, como o dado pelo colunista de Ottawa, David Warren, que disse em 2007: "O Canadá nesses papéis de bandeira e de embalagens financiadas pelo governo que celebra a cada ano no que agora é chamado de "Dia do Canadá", não tem nada de canadense, você poderia acenar com uma bandeira diferente, e escolha outra pintura facial, e nada mudaria, não há nada de canadense nisso".
O Dia do Canadá também coincide com o Dia da Mudança em Quebec, quando se expiram muitos contratos de locação fixa. O projeto de lei que mudou o dia da mudança na província de 1 de maio para 1 de julho foi introduzido por um membro federalista da assembleia nacional do Quebec, Jérôme Choquette, em 1973, para não afetar crianças ainda na escola no mês de maio.

### Celebrações internacionais
Os expatriados canadenses, muitas vezes, organizam as atividades do Dia do Canadá em sua área local em ou perto da data do feriado. Exemplos incluem o Canadá D'eh, uma celebração anual que acontece em 30 de junho em Hong Kong, em Lan Kwai Fong, onde um levantamento estimado apontou 12 mil pessoas em 2008. Ocorrem também eventos das Forças canadenses em bases no Afeganistão, e no México, na legião real canadense em Chapala, e no clube canadense em Ajijic. Na China, as celebrações do Dia do Canadá são realizadas no Bund Beach pela Câmara de Comércio do Canadá em Xangai.